# Margarida Balseiro Lopes
Ana Margarida Balseiro de Sousa Lopes, née le 24 septembre 1989 à Marinha Grande, est une juriste et femme politique portugaise, membre du Parti social-démocrate (PPD/PSD).
Elle est membre de l'Assemblée de la République du Portugal et ancienne présidente de la Jeunesse sociale-démocrate (JSD), l'aile jeunesse du PSD. À la suite des élections nationales de 2024, elle est nommée ministre de la Jeunesse et de la Modernisation par le Premier ministre, Luís Montenegro.

## Jeunesse
Margarida Balseiro Lopes est née à Marinha Grande dans le District de Leiria le 24 septembre 1989. Elle est titulaire d'une licence en droit de la faculté de droit de l'Université de Lisbonne et d'une maîtrise en droit et gestion de l'Université catholique portugaise. Dès ses années d'école, elle s'engage en politique et est présidente du syndicat étudiant. Marinha Grande a une forte tradition de gauche et l'aile jeunesse du PSD libéral-conservateur ne fonctionnait pas. C'est Lopes qui est chargée de la relancer. À l'université, elle est représentante étudiante au conseil académique de la faculté de droit,,.

## Carrière politique
Après avoir commencé sa carrière politique à Marinha Grande, Lopes milite au sein du JSD dans le district de Leiria. Elle est également conseillère au conseil municipal de Marinha Grande. En 2015, elle est élue députée à l'Assemblée de la République sur la liste PSD pour la circonscription de Leiria et est réélue en 2019. En avril 2018, elle est élue présidente du JSD au niveau national, poste qu'elle quitte en 2020,,. Elle n'est pas candidate aux élections législatives de 2022.
Lopes contribue régulièrement à la rédaction d'articles dans les journaux nationaux portugais, notamment dans Correio da Manhã.